# Lex Luthor
Alexander Joseph "Lex" Luthor je izmišljeni lik, supernegativac u stripovima DC Comicsa, najveći protivnik Supermana. Izmislili su ga Jerry Siegel i Joe Shuster. Prvi put se pojavio u Action Comics, broju 23 (travanj 1940. godine). Opisuju ga kao "zlog znanstvenika ludog za moći", velike inteligencije i nevjerojatnih teholoških mogućnosti. Njegov glavni cilj je ubiti Supermana, što je samo posljednji korak prema vladanju svijetom. Iako povremeno nosi borbeno odijelo, Luthor nema nikakve supermoći, niti dvostruki identitet. Iako je u svom prvom prikazivanju Luthor imao crvenu kosu, kasnije je postao ćelav greškom jednog crtača, te se takav njegov izgled zadržao do danas. U kasnijim prikazivanjima Luthor je bio prikriveni kriminalac, veliki industrijalac, a jednom je čak bio i predsjednik Sjedinjenih Američkih Država. Također ga se ponekad prikazivalo i kao Supermanovog suparnika u borbi za naklonost Lois Lane. 1996. u zajedničkom specijalnom izdanju Marvel Comicsa i DC Comicsa, kombinirani su likovi Lexa Luthora i Crvene lubanje kako bi se stvorio novi negativac, Zelena lubanja.  
Gene Hackman glumi Lexa Luthora u filmovima Superman, Superman II i Superman IV: Potraga za mirom. U filmu Superman: Povratak Luthora glumi Kevin Spacey. U filmu Atom Man protiv Supermana glumio ga je Lyle Talbot. U televizijskoj seriji Lois & Clark: The New Adventures of Superman Luthora glumi John Shea. U seriji Smallville, mladog Lexa Luthora glumi Michael Rosenbaum.